# Pseudorhombus spinosus
Pseudorhombus spinosus är en fiskart som beskrevs av Mcculloch, 1914. Pseudorhombus spinosus ingår i släktet Pseudorhombus och familjen Paralichthyidae. Inga underarter finns listade i Catalogue of Life.